# Mokkakaffi

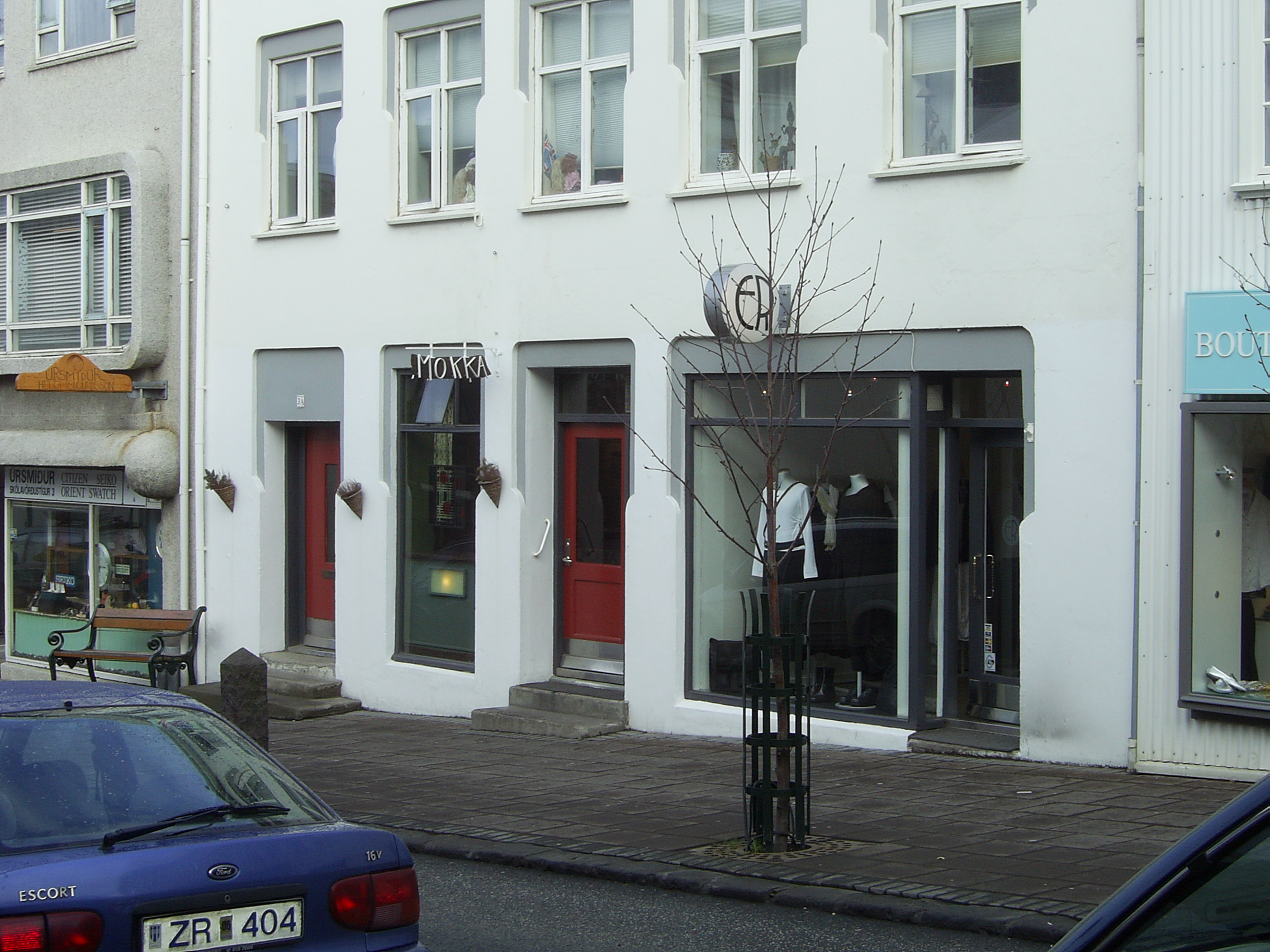
Mokkakaffi.

Mokkakaffi är ett kafé på Skólavörðustígur i Reykjavik på Island. Kaféet grundades år 1958 och är ett av de äldsta kaféerna i Reykjavik.